# Калий
| 19       | Калий |
| K39,0983 |       |
| [Ar]4s1  |       |

Ка́лий (химический символ — K, от лат. Kalium) — химический элемент 1-й группы (по устаревшей классификации — главной подгруппы первой группы, IA), четвёртого периода периодической системы химических элементов Д. И. Менделеева, с атомным номером 19.
Простое вещество калий — мягкий, легкоплавкий и очень лёгкий щелочной металл серебристо-белого цвета, быстро окисляющийся на воздухе. В природе калий встречается только в соединениях с другими элементами, например, в морской воде, а также во многих минералах, например сильвине.
Очень быстро окисляется на воздухе и очень легко вступает в химические реакции, особенно с водой, образуя щёлочь. Благодаря низкой плотности кусок калия будет плавать на поверхности воды, пока не взорвётся.
Во многих свойствах калий очень близок натрию, но с точки зрения биологической функции и использования клетками живых организмов они антагонистичны. Соли калия обычно менее гидратированы, чем соли натрия.

## История и происхождение названия
Соединения калия используются с древнейших времён. Так, производство поташа (который применялся как моющее средство) существовало уже в XI веке. Золу, образующуюся при сжигании соломы или древесины, обрабатывали водой, а полученный раствор (щёлок) после фильтрования выпаривали. Сухой остаток, помимо карбоната калия K2CO3, содержал сульфат калия K2SO4, соду и хлорид калия KCl.
19 ноября 1807 года в Бейкеровской лекции английский химик Дэви сообщил о выделении калия электролизом расплава едкого кали (KOH) (в рукописи лекции Дэви указал, что он открыл калий 6 октября 1807 года). Дэви назвал его «потасий» (лат. potasium:32); это название (правда, в некоторых языках с двумя буквами s) до сих пор употребительно в английском, французском, испанском, португальском и польском языках. При электролизе влажного едкого кали KOH на ртутном катоде он получил амальгаму калия, а после отгонки ртути — чистый металл. Дэви определил его плотность, изучил химические свойства, в том числе разложение воды и поглощение водорода.
В 1808 году французские химики Гей-Люссак и Л. Тенар выделили калий химическим путём — прокаливанием KOH с углём.
В 1809 году немецкий физик Л. В. Гильберт предложил название «калий» (лат. kalium, от араб. аль-кали — поташ). Это название вошло в немецкий язык, оттуда в большинство языков Северной и Восточной Европы (в том числе русский) и «победило» при выборе символа для этого элемента — K.

## Нахождение в природе
Кларк калия в земной коре составляет 2,4 % (5-й по распространённости металл, 7-й по содержанию в земной коре элемент). Средняя концентрация в морской воде — 380 мг/л.
Ввиду высокой химической активности калий в свободном состоянии в природе не встречается. Породообразующий элемент, входит в состав слюд, полевых шпатов и т. д. Также калий входит в состав минералов сильвина KCl, сильвинита KCl·NaCl, карналлита KCl·MgCl2·6H2O, каинита KCl·MgSO4·6H2O, а также присутствует в золе некоторых растений в виде карбоната K2CO3 (поташ). Калий входит в состав всех клеток (см. ниже раздел «Биологическая роль»).

### Месторождения
Крупнейшие месторождения калия находятся на территории Канады (производитель PotashCorp), России (ПАО «Уралкалий», г. Березники, г. Соликамск, Пермский край, Верхнекамское месторождение калийных руд), Белоруссии (ПО «Беларуськалий», г. Солигорск, Старобинское месторождение калийных руд).

## Получение
Калий, как и другие щелочные металлы, получают электролизом расплавленных хлоридов или щелочей. Так как хлориды имеют более высокую температуру плавления (600—650 °C), то чаще проводят электролиз расплавленных щелочей с добавкой к ним соды или поташа (до 12 %). При электролизе расплавленных хлоридов на катоде выделяется расплавленный калий, а на аноде — хлор:
{\displaystyle {\ce {{K+}+e^{-}->K}}}
{\displaystyle {\ce {2Cl^{-}-2e^{-}->Cl2}}}
При электролизе гидроксида калия на катоде также выделяется расплавленный калий, а на аноде — кислород:
{\displaystyle {\ce {4OH^{-}->2{H2O}+O2}}}
Вода из расплава быстро испаряется. Чтобы калий не взаимодействовал с хлором или кислородом, катод изготовляют из меди и над ним помещают медный цилиндр. Образовавшийся калий в расплавленном виде собирается в цилиндре. Анод изготовляют также в виде цилиндра из никеля (при электролизе щелочей) либо из графита (при электролизе хлоридов).
Важное промышленное значение имеют и методы термохимического восстановления:
{\displaystyle {\ce {Na{}+KOH->[380-450~^{\circ }{\text{C}}][{\ce {N2}}]NaOH{}+K}}}
и восстановление из расплава хлорида калия карбидом кальция, алюминием или кремнием.

## Физические свойства
Калий — серебристый металл с характерным блеском на свежеобразованной поверхности. Очень лёгок и легкоплавок. Относительно хорошо растворяется в ртути, образуя амальгамы. Будучи внесённым в пламя горелки, калий (а также его соединения) окрашивает пламя в характерный розово-фиолетовый цвет.
Калий образует кристаллы кубической сингонии, пространственная группа I m3m, параметры ячейки a = 0,5247 нм, Z = 2.

## Химические свойства
Элементарный калий, как и другие щелочные металлы, проявляет типичные металлические свойства и очень химически активен, является сильным восстановителем. На воздухе свежий срез быстро тускнеет из-за образования плёнок соединений (пероксиды, оксиды и карбонат). При длительном контакте с атмосферой способен полностью разрушиться. С водой реагирует со взрывом. Хранить его необходимо под слоем бензина, керосина или силикона, дабы исключить контакт воздуха и воды с его поверхностью. С Na, Tl, Sn, Pb, Bi калий образует интерметаллиды.

### Взаимодействие с простыми веществами
Калий при комнатной температуре реагирует с кислородом воздуха, галогенами; практически не реагирует с азотом (в отличие от лития и натрия). При умеренном нагревании реагирует с водородом с образованием гидрида:
{\displaystyle {\ce {2K + H2 ->[200-350\ ^{{\ce {o}}}{\ce {C}}] 2KH}}}
с халькогенами (E = S, Se, Te):
{\displaystyle {\ce {2K + E ->[100-200\ ^{{\ce {o}}}{\ce {C}}] K2E}}}
При сгорании калия на воздухе образуется надпероксид калия KO2 (с примесью K2O2):
{\displaystyle {\ce {K + O2 -> KO2}}}
В реакции с фосфором в инертной атмосфере образуется фосфид калия зелёного цвета:
{\displaystyle {\ce {3K + P ->[200\ ^{{\ce {o}}}{\ce {C}}] K3P}}}

### Взаимодействие со сложными веществами
Калий при комнатной температуре (+20 °C) активно реагирует с водой, кислотами, растворяется в жидком аммиаке (−50 °C) с образованием тёмно-синего раствора аммиаката калия.
{\displaystyle {\mathsf {2K+2H_{2}O\longrightarrow 2KOH+H_{2}\uparrow }}}
{\displaystyle {\mathsf {2K+2HCl\longrightarrow 2KCl+H_{2}\uparrow }}}
{\displaystyle {\mathsf {K+6NH_{3}\longrightarrow [K(NH_{3})_{6}]}}}
Калий глубоко восстанавливает разбавленные серную и азотную кислоты:
{\displaystyle {\mathsf {8K+6H_{2}SO_{4}\longrightarrow 4K_{2}SO_{4}+SO_{2}\uparrow +S\downarrow +6H_{2}O}}}
{\displaystyle {\mathsf {21K+26HNO_{3}\longrightarrow 21KNO_{3}+NO\uparrow +N_{2}O\uparrow +N_{2}\uparrow +13H_{2}O}}}
При сплавлении металлического калия со щелочами он восстанавливает водород гидроксогруппы:
{\displaystyle {\mathsf {2K+2KOH\longrightarrow 2K_{2}O+H_{2}\uparrow (450^{\circ }C)}}}
При умеренном нагревании реагирует с газообразным аммиаком с образованием амида (+65…+105 °C):
{\displaystyle {\mathsf {2K+2NH_{3}\longrightarrow 2KNH_{2}+H_{2}}}}
Металлический калий реагирует со спиртами с образованием алкоголятов:
{\displaystyle {\mathsf {2K+2C_{2}H_{5}OH\longrightarrow 2C_{2}H_{5}OK+H_{2}\uparrow }}}
Алкоголяты щелочных металлов (в данном случае — этилат калия) широко используются в органическом синтезе.

### Соединения с кислородом
При взаимодействии калия с кислородом воздуха образуется не оксид, а пероксид и супероксид:
{\displaystyle {\mathsf {2K+O_{2}\longrightarrow K_{2}O_{2}}}}
{\displaystyle {\mathsf {K+O_{2}\longrightarrow KO_{2}}}}
Оксид калия может быть получен при нагревании металла до температуры не выше 180 °C в среде, содержащей очень мало кислорода, или при нагревании смеси супероксида калия с металлическим калием:
{\displaystyle {\mathsf {4K+O_{2}\longrightarrow 2K_{2}O}}}
{\displaystyle {\mathsf {KO_{2}+3K\longrightarrow 2K_{2}O}}}
Оксиды калия обладают ярко выраженными осно́вными свойствами, бурно реагируют с водой, кислотами и кислотными оксидами. Практического значения они не имеют. Пероксиды представляют собой желтовато-белые порошки, которые, хорошо растворяясь в воде, образуют щёлочи и пероксид водорода:
{\displaystyle {\mathsf {K_{2}O_{2}+2H_{2}O\longrightarrow 2KOH+H_{2}O_{2}}}}
{\displaystyle {\mathsf {4KO_{2}+2H_{2}O\longrightarrow 4KOH+3O_{2}\uparrow }}}
{\displaystyle {\mathsf {4KO_{2}+2CO_{2}\longrightarrow 2K_{2}CO_{3}+3O_{2}\uparrow }}}

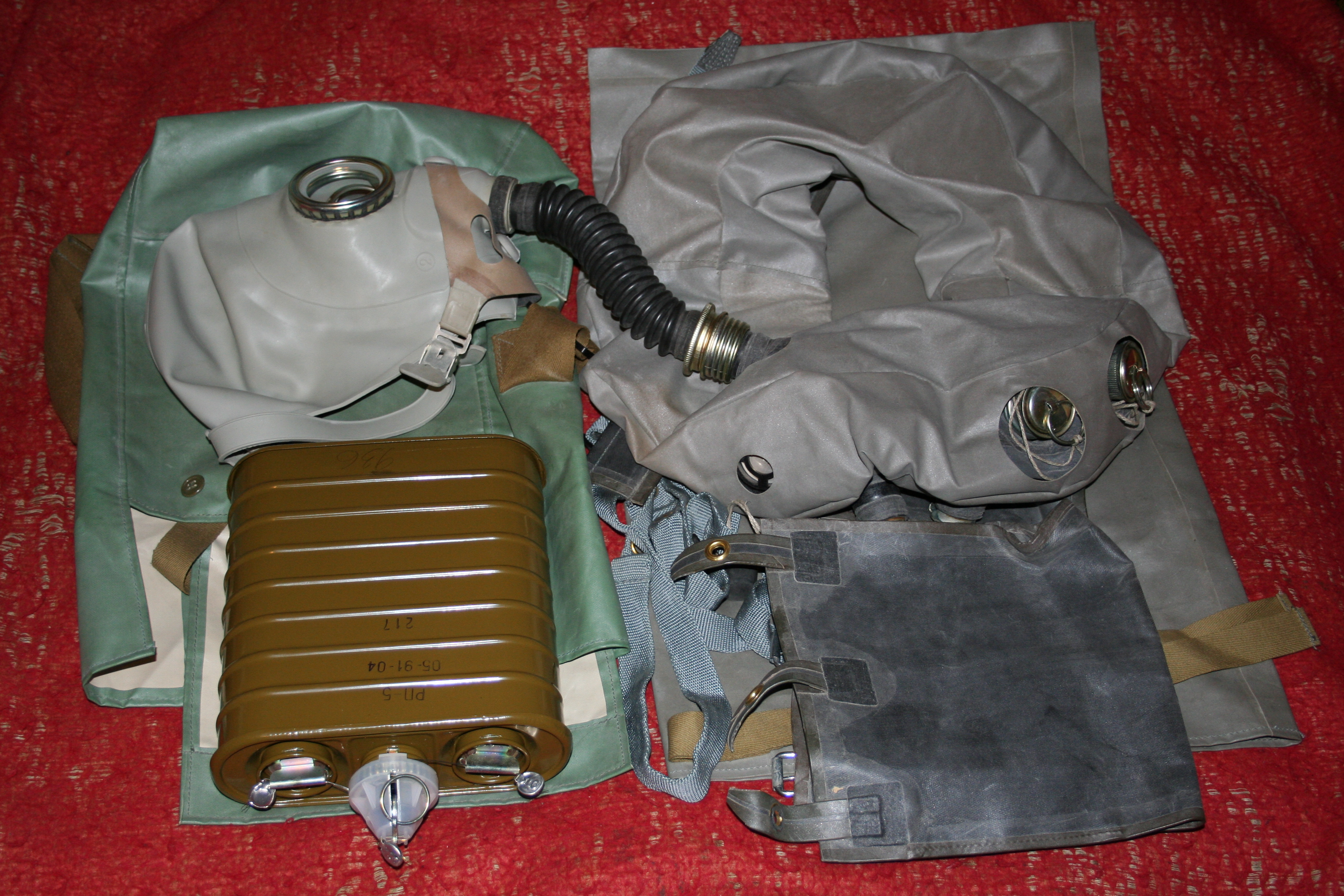
Советский изолирующий противогаз ИП-5

Свойство обменивать углекислый газ на кислород используется в изолирующих противогазах и на подводных лодках. В качестве поглотителя используют эквимолярную смесь супероксида калия и пероксида натрия. Если смесь не эквимолярна, то в случае избытка пероксида натрия поглотится больше газа, чем выделится (при поглощении двух объёмов CO2 выделяется один объём O2), и давление в замкнутом пространстве упадёт, а в случае избытка супероксида калия (при поглощении двух объёмов CO2 выделяется три объёма O2) выделяется больше газа, чем поглотится, и давление повысится.
В случае эквимолярной смеси (Na2O2:K2O4 = 1:1) объёмы поглощаемого и выделяемого газов будут равны (при поглощении четырёх объёмов CO2 выделяется четыре объёма O2).
Пероксиды являются сильными окислителями, поэтому их применяют для отбеливания тканей в текстильной промышленности.
Получают пероксиды прокаливанием металлов на воздухе, освобождённом от углекислого газа.
Также известен озонид калия KO3, оранжево-красного цвета. Получить его можно взаимодействием гидроксида калия с озоном при температуре не выше +20 °C:
{\displaystyle {\mathsf {4KOH+4O_{3}\longrightarrow 4KO_{3}+O_{2}+2H_{2}O}}}
Озонид калия является очень сильным окислителем, например, окисляет элементарную серу до сульфата и дисульфата уже при +50 °C:
{\displaystyle {\mathsf {6KO_{3}+5S\longrightarrow K_{2}SO_{4}+2K_{2}S_{2}O_{7}}}}

### Гидроксид
Гидроксид калия (или едкое кали) представляет собой твёрдые белые непрозрачные, очень гигроскопичные кристаллы, плавящиеся при температуре 360 °C. Гидроксид калия относится к щелочам. Он хорошо растворяется в воде с выделением большого количества тепла. Растворимость едкого кали при +20 °C в 100 г воды составляет 112 г.

### Калий в реакциях ионного обмена
Большинство солей калия растворимы в воде, так как он является щелочным металлом. Существует лишь несколько малодиссоциирующих солей калия, которые в результате реакций ионного обмена способны образовывать осадок. В частности, катионы калия в водном растворе взаимодействуют:
- с перренат-анионами, образуя малорастворимый перренат калия (соль калия и рениевой кислоты) по реакции {\displaystyle {\ce {K^+ + ReO4^- -> KReO4}}};
- с гексафторосиликат-анионами, образуя бесцветный осадок гексафторосиликата калия (соль калия и кремнефтористоводородной кислоты) по реакции {\displaystyle {\ce {2K^+ + [SiF6]^2- -> K2[SiF6]}}};
- с гексахлороплатинат-анионами, образуя светло-жёлтый малорастворимый гексахлороплатинат(IV) калия (соль калия и платинохлористоводородной кислоты) по реакции {\displaystyle {\ce {2K^+ + [PtCl6]^2- -> K2[PtCl6]}}}.

## Применение
- Жидкий при комнатной температуре сплав калия и натрия используется в качестве теплоносителя в замкнутых системах, например, в атомных силовых установках на быстрых нейтронах. Кроме того, широко применяются его жидкие сплавы с рубидием и цезием. Сплав с составом 12 % натрия, 47 % калия, 41 % цезия обладает рекордно низкой температурой плавления −78 °C.
- Соединения калия — важнейший биогенный элемент и потому применяются в качестве удобрений. Калий является одним из трёх базовых элементов, которые необходимы для роста растений наряду с азотом и фосфором. В отличие от азота и фосфора, калий является основным клеточным катионом. При его недостатке у растения прежде всего нарушается структура мембран хлоропластов — клеточных органелл, в которых проходит фотосинтез. Внешне это проявляется в пожелтении и последующем отмирании листьев. При внесении калийных удобрений у растений увеличивается вегетативная масса, урожайность и устойчивость к вредителям.
- Соли калия широко используются в гальванотехнике, так как, несмотря на относительно высокую стоимость, они часто более растворимы, чем соответствующие соли натрия, и потому обеспечивают интенсивную работу электролитов при повышенной плотности тока.

### Важные соединения
- B, F: Фтороборат калия — важный флюс для пайки сталей и цветных металлов.
- Br: Бромид калия применяется в медицине как успокаивающее средство для нервной системы.
- C: Карбонат калия (пота́ш) используется как удобрение, при варке стекла, как кормовая добавка для птицы.
- CN: Цианид калия применяется в гальванотехнике (серебрение, золочение), при добыче золота и при нитроцементации стали. Чрезвычайно ядовит, один из сильнейших ядов.
- Cl: Хлорид калия (сильвин, «калийная соль») используется как удобрение.
- Cl: Перхлорат и хлорат калия (бертолетова соль) используются в производстве спичек, ракетных порохов, осветительных зарядов, взрывчатых веществ, в гальванотехнике.
- Cr: Дихромат калия (хромпик) — сильный окислитель, используется для приготовления «хромовой смеси» для мытья химической посуды и при обработке кожи (дубление). Также используется для очистки ацетилена на ацетиленовых заводах от аммиака, сероводорода и фосфина.
- H: Гидроксид калия (едкое кали) применяется в щелочных аккумуляторах и при сушке газов.
- Mn: Перманганат калия — сильный окислитель, используется как антисептическое средство в медицине и для лабораторного получения кислорода.
- N: Нитрат калия (калийная селитра) — удобрение, компонент чёрного пороха.

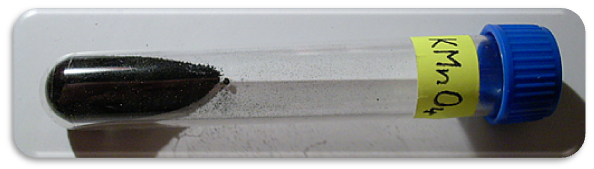
Кристаллы перманганата калия

- Na: Тартрат натрия-калия (сегнетова соль) в качестве пьезоэлектрика.
- O: Пероксид калия и супероксид калия используются для регенерации воздуха на подводных лодках и в изолирующих противогазах (поглощает углекислый газ с выделением кислорода). Калий совместно с перекисью калия применяется при термохимическом разложении воды на водород и кислород (калиевый цикл «Газ де Франс», Франция).
- P: Дигидрофосфат и дидейтерофосфат калия в виде монокристаллов в лазерной технике.
- S: Сульфат калия применяется как удобрение.

## Биологическая роль
Калий — важнейший биогенный элемент, особенно в растительном мире. При недостатке калия в почве растения развиваются очень плохо, уменьшается урожай, поэтому около 90 % добываемых солей калия используют в качестве удобрений.
Калий в качестве катиона наряду с катионами натрия является базовым элементом так называемого натрий-калиевого насоса клеточной мембраны, который играет важную роль в проведении нервных импульсов.

### Калий в организме человека
Калий содержится большей частью в клетках, до 40 раз больше, чем в межклеточном пространстве. В процессе функционирования клеток избыточный калий покидает цитоплазму, поэтому для сохранения концентрации он должен нагнетаться обратно при помощи натрий-калиевого насоса. Калий и натрий между собой функционально связаны и выполняют следующие функции:
- создание условий для возникновения мембранного потенциала и мышечных сокращений,
- поддержание осмотической концентрации крови,
- поддержание кислотно-щелочного баланса,
- нормализация водного баланса.

Рекомендуемая суточная норма потребления калия составляет для детей от 600 до 1700 миллиграммов, для взрослых — от 1800 до 5000 миллиграммов. Потребность в калии зависит от массы тела, физической активности, физиологического состояния и климата места проживания. Рвота, продолжительные поносы, обильное потовыделение, использование мочегонных средств повышают потребность организма в калии.
Основными пищевыми источниками калия являются бобы (в первую очередь фасоль белая), шпинат, капуста, финики, картофель, батат, сушёные абрикосы, дыня, киви, авокадо, помело, бананы, брокколи, печень, молоко, ореховое масло, цитрусовые, виноград. Калия достаточно много в рыбе и молочных продуктах.
Практически все сорта рыбы содержат более 200 мг калия на 100 г. Количество калия в разных видах рыбы различается.
Овощи, грибы и травы также содержат много калия, однако в консервированных продуктах его уровень может быть гораздо меньше. Много калия содержится в шоколаде.
Всасывание происходит в тонком кишечнике. Усвоение калия облегчает витамин B6, затрудняет — алкоголь.
При недостатке калия развивается гипокалиемия. Возникают нарушения работы сердечной и скелетной мускулатуры. Продолжительный дефицит калия может быть причиной острой невралгии.
При избытке калия развивается гиперкалиемия, для которой основным симптомом является язва тонкого кишечника. Настоящая гиперкалиемия может вызвать остановку сердца.

## Изотопы
Природный калий состоит из трёх изотопов. Два из них стабильны: 39K (изотопная распространённость 93,258 %) и 41K (6,730 %). Третий изотоп 40K (0,0117 %) является бета-активным с периодом полураспада 1,251 миллиарда лет. Природная бета-радиоактивность калия была открыта Н. Кемпбеллом и А. Вудом в 1906 году с помощью ионизационного метода. Сравнительно малый период полураспада и большая распространённость калия по сравнению с ураном и торием означает, что на Земле ещё 2 млрд лет назад и ранее калий-40 вносил главный вклад в естественный радиационный фон. В каждом грамме природного калия в секунду распадается в среднем 31,0±0,3 ядра 40K, благодаря чему, например, в организме человека массой 70 кг ежесекундно происходит около 4000 радиоактивных распадов. Поэтому легкодоступные в быту соединения калия (поташ, хлорид калия, калийная селитра и т. д.) можно использовать как пробные радиоактивные источники для проверки бытовых дозиметров. 40K наряду с ураном и торием считается одним из основных источников геотермальной энергии, выделяемой в недрах Земли (полная скорость энерговыделения оценивается в 40—44 ТВт). В минералах, содержащих калий, постепенно накапливается 40Ar, один из продуктов распада калия-40, что позволяет измерять возраст горных пород; калий-аргоновый метод является одним из основных методов ядерной геохронологии.
Один из искусственных изотопов — 37K, — с временем полураспада 1,23651 секунды, применяется в экспериментах по изучению слабого взаимодействия в Стандартной модели.